# Bitva u Karbalá
Bitva u Karbalá se odehrála dne 10. října 680 poblíž města Karbalá v dnešním Iráku. Byl zde zabit Alího syn al-Husajn a je zde také pohřben. K výročí jeho smrti se vážou lidové zvyky věřících šíitů, tzv. islámské pašije. Tyto jsou slaveny každý rok dne 10. muharramu muslimského kalendáře s lidovými dramaty, projevy zármutku a také se objevují i projevy nesnášenlivosti vůči sunnitům kvůli údajné odpovědnosti za tuto tragédii.
Před svou smrtí nominoval umajjovský chalífa Mu'ávijia I. svého syna Jazída jako svého nástupce. O Jazídovu nominaci bojovali synové několika prominentních společníků Mohameda, včetně Husajna, syna čtvrtého chalífy Alího, a Abd Alláha ibn Zubajra, syna Zubajra ibn al-Awwama. Po Mu'ávijově smrti v roce 680 n. l. Jazíd požadoval věrnost Husajna a dalších disidentů. Husajn bez příslíbiení věrnosti a odcestoval do Mekky. Obyvatelé Kúfy, iráckého posádkového města a centra Alího chalífátu, měli odpor k umajjovským chalífům sídlícím v Sýrii a měli dlouhotrvající vztah k Alího klanu. Navrhli Husajnovi svrhnutí Umajjovců. Na Husajnově cestě do Kúfy s družinou asi 70 mužů byla jeho karavana zachycena tisícičlennou armádou chalífy. Dne 2. října byl nucen zamířit na sever a utábořit se v rovině u Karbalá, kam brzy poté dorazila větší čtyřtisícová Umajjovská armáda. Vyjednávání selhala poté, co umajjovský guvernér Ubajd Alláh ibn Zijád odmítl Husajnovi bezpečný průchod, aniž by se podřídil jeho autoritě, což byla podmínka, kterou Husajn odmítl. Bitva následovala 10. října, během níž byl Husajn zabit spolu s většinou svých příbuzných a společníků, zatímco jeho přeživší rodinní příslušníci byli zajati. Po bitvě následovala druhá Fitna, během níž Iráčané zorganizovali dvě samostatné kampaně, aby pomstili smrt Husajna. Bitva u Karballá podnítila proměnu pro-alídské strany (Shi'at Ali) v jedinečnou náboženskou sektu s vlastními rituály. Má ústřední místo v šíitské historii, tradici a teologii a často se o ní píše v šíitské literatuře. Husajnovo utrpení a smrt se pro šíity staly symbolem oběti v boji za právo proti zlu a za spravedlnost a pravdu proti nespravedlnosti a lži.

## Politická předehra
Po zavraždění třetího chalífy Uthmána rebely v roce 656 rebelové a obyvatelé Medíny prohlásili Alího, bratrance a zetě islámského proroka Mohameda, chalífou. Někteří Mohamedovi společníci, včetně Mu'áviji (tehdejší guvernér Sýrie) a Mohamedovi vdovy Áišy, odmítli uznat Alího. Vyzvali k pomstě proti Uthmánovým vrahům a ke zvolení nového chalífy prostřednictvím šúry (konzultace). Tyto události urychlily první Fitnu (První muslimskou občanskou válku). Když byl Alí v roce 661 zavražděn členem sekty Cháridžovců, jeho nejstarší syn Hasan převzal vládu, ale brzy nato podepsal mírovou smlouvu s Mu'ávijiou, aby se zabránilo dalšímu krveprolití. Ve smlouvě měl Hasan předat moc Mu'ávijovy pod podmínkou, že Mu'ávija bude spravedlivým vládcem a že nezaloží dynastii. Po Hasanově smrti v roce 670 se jeho mladší bratr Husajn stal hlavou klanu Banu Hashim, ke kterému patřil i islámský prorok Mohamed.  Ačkoli mu otcovi stoupenci v Kúfě přislíbily věrnost, dodržoval mírovou smlouvu mezi Hasanem a Mu'ávijiou, dokud byl Mu'ávija naživu. 
Bitva u Karbalá se odehrála v rámci krize vyplývající z nástupnictví Jazída I. V roce 676 Mu'ávija jmenoval svého syna Jazída jako svého nástupce, tento krok označil historik Wilferd Madelung za porušení smlouvy Hasana a Mu'áviji. Dědičná posloupnost, která neměla v islámské historii precedent, vzbudila odpor z několika stran. Mu'ávija svolal do Damašku šúru neboli poradní shromáždění a  pomocí úplatků a diplomacie přesvědčil zástupce z mnoha provincií, aby souhlasili s jeho plánem. Poté nařídil guvernérovi Medíny, kde Husajn a několik dalších vlivných muslimů pobývalo, aby oznámil toto rozhodnutí. Guvernér čelil odporu proti tomuto oznámení, zejména od Husajna a několika synů Mohamedových prominentních společníků, z nichž všichni, na základě svého původu, mohli také uplatnit nárok na titul chálífy. Mu'ávija následně odjel do Medíny a naléhal na tyto disidenty, aby přistoupili na jeho plán. Pronásledoval je a některým z nich vyhrožoval smrtí, ale oni ho stále odmítali podpořit. Mu'ávija nicméně přesvědčil lid Mekky, že disidenti přislíbili věrnost věrnost pro Jazída. Po návratu do Damašku si zajistil věrnost i od obyvatel Medíny. Proti plánu na Jazídovo nástupnictví se již nekonal žádný další otevřený protest. Podle historiků Fitzpatricka a Walkera, Jazídovo nástupnictví, které bylo považováno za "anomálii v islámské historii", transformovalo vládu z "poradní" formy na monarchii.  Před svou smrtí v dubnu 680 Mu'ávija varoval Jazída, že Husajn a Ibn al-Zubayr by mohli zpochybnit jeho vládu a nařídil mu, aby je porazil, pokud tak učiní. Jazídovi bylo dále doporučeno, aby s Husajnem zacházel opatrně a neproléval jeho krev, protože byl vnukem Mohameda.